# Reetta Hurske
Reetta Hurske (* 15. Mai 1995 in Ikaalinen) ist eine finnische Hürdenläuferin, die sich auf den 100-Meter-Hürdenlauf spezialisiert hat. 2023 wurde sie Halleneuropameisterin über 60 Meter Hürden.

## Sportliche Laufbahn
Erste internationale Erfahrungen sammelte Reetta Hurske 2011 beim Europäischen Olympischen Jugendfestival in Trabzon, bei dem sie in 13,85 s den siebten Platz im Hürdenlauf belegte und mit der finnischen 4-mal-100-Meter-Staffel mit 47,78 s in der Vorrunde ausschied. Zwei Jahre später wurde sie bei den Junioreneuropameisterschaften in Rieti in 13,53 s Fünfte und belegte mit der Staffel in 47,18 s Rang sieben. Zudem schied sie im Weitsprung mit 5,88 m in der Qualifikation aus. 2014 erreichte sie bei den Juniorenweltmeisterschaften in Eugene in 13,69 s den siebten Platz und 2015 schied sie bei den U23-Europameisterschaften in Tallinn mit 13,66 s im Halbfinale aus. 2016 qualifizierte sie sich erstmals für die Europameisterschaften in Amsterdam und schied dort mit 13,40 s im Halbfinale aus. Im Jahr darauf wurde sie bei den Halleneuropameisterschaften in Belgrad über 60 Meter Hürden im Vorlauf disqualifiziert und wurde anschließend in 13,32 s Fünfte bei den U23-Europameisterschaften im polnischen Bydgoszcz. Daraufhin nahm sie an der Sommer-Universiade in Taipeh teil und schied dort mit 13,67 s im Halbfinale aus. 2018 erreichte sie bei den Hallenweltmeisterschaften in Birmingham über 60 Meter Hürden das Halbfinale, in dem sie mit 8,20 s ausschied. Im August nahm sie erneut an den Europameisterschaften in Berlin teil, bei denen sie ebenfalls mit 13,20 s im Halbfinale ausschied. Im Jahr darauf wurde sie bei den Halleneuropameisterschaften in Glasgow in 8,02 s Vierte und im Juli gewann sie bei den Studentenweltspielen in Neapel in 13,02 s die Silbermedaille hinter der Italienerin Luminosa Bogliolo. Darauf nahm sie an den Weltmeisterschaften in Doha teil, bei denen sie mit 13,24 s im Halbfinale ausschied. 2021 nahm sie an den Olympischen Sommerspielen in Tokio teil, kam dort aber mit 13,10 s nicht über die Vorrunde hinaus. 2022 siegte sie in 12,88 s beim Meeting Stanislas Nancy und anschließend schied sie bei den Weltmeisterschaften in Eugene mit 13,15 s im Semifinale aus, wie auch bei den Europameisterschaften in Berlin im August mit 12,95 s.
2023 verbesserte sie in der Halle den finnischen Landesrekord schrittweise auf 7,79 s und egalisierte im März bei den Halleneuropameisterschaften in Istanbul diese Zeit und sicherte sich damit die Goldmedaille. Im Juni wurde sie bei der 1. Liga der Team-Europameisterschaft im Rahmen der Europaspiele in Chorzów in 13,09 s Vierte, ehe sie bei den Weltmeisterschaften in Budapest mit 13,05 s im Halbfinale ausschied. Im Jahr darauf schied sie bei den Hallenweltmeisterschaften in Glasgow mit 8,00 s im Semifinale über 60 Meter Hürden aus. Im Juni belegte sie bei den Europameisterschaften in Rom in 12,84 s den sechsten Platz über 100 Meter Hürden. Anschließend siegte sie in 12,68 s beim Motonet GP, ehe sie im August bei den Olympischen Sommerspielen in Paris mit 12,83 s in der Hoffnungsrunde ausschied. 2025 belegte sie bei den Halleneuropameisterschaften in Apeldoorn in 8,00 s den fünften Platz über 60 m Hürden.
In den Jahren 2019, 2023 und 2024 wurde Hurske finnische Meisterin im 100-Meter-Hürdenlauf sowie 2013 und 2018 in der 4-mal-200-Meter-Staffel. 2023 und 2024 wurde sie Hallenmeisterin über 60 Meter Hürden.

## Persönliche Bestleistungen
- 100 m Hürden: 12,68 s (+0,3 m/s), 22. Juni 2024 in Kuortane
  - 60 m Hürden (Halle): 7,79 s, 22. Februar 2023 in Madrid (finnischer Rekord)